# Эдуард Вестминстерский
Эдуа́рд Вестми́нстерский (англ. Edward of Westminster), также Эдуа́рд Ланка́стерский (англ. Edward of Lancaster) и Эдуа́рд Плантагене́т (англ. Edward Plantagenet; 13 октября 1453, Вестминстер — 4 мая 1471, близ Тьюксбери) — наследник английского трона из Ланкастерской династии, единственный ребёнок короля Генриха VI и его жены Маргариты Анжуйской.
Эдуард родился в период политического кризиса, вызванного психической болезнью его отца, из-за чего периодически возникали слухи, что отцом принца на самом деле являлся другой человек. С рождения мальчик носил титул герцога Корнуольского, а с 1454 года — принца Уэльского и графа Честера. Несмотря на это, в 1460 году, после поражения Генриха VI в битве при Нортгемптоне, наследником престола был назван Ричард Плантагенет, 3-й герцог Йоркский, развязавший Войну Роз. Принц вместе с матерью бежал в Уэльс, а затем в Шотландию, откуда, заключив союз с королевой-регентом и получив помощь, начал победоносное наступление на Лондон. Победив в двух сражениях подряд, Ланкастеры, тем не менее, не двинулись на столицу, а повернули на север. 29 марта 1461 года наследник герцога Йоркского, павшего в бою годом ранее, Эдуард Йоркский разбил ланкастерскую армию в битве при Таутоне и провозгласил себя королём под именем Эдуард IV. Принц Эдуард с родителями вновь бежал в Шотландию и последующие десять лет провёл с матерью в изгнании во Франции, Шотландии, Фландрии и Анжу.
В 1470 году при посредничестве французского короля Людовика XI мать Эдуарда заключила союз с «делателем королей» Ричардом Невиллом, 16-м графом Уориком, который поклялся вернуть трон Ланкастерам в обмен на брак Эдуарда с его младшей дочерью Анной. В марте 1471 года армия Ланкастеров, которую возглавляла мать Эдуарда, высадилась в Англии, где узнала о гибели Уорика, покинувшего союзников годом ранее. 4 мая 1471 года Ланкастеры выступили против Йорков в решающей битве при Тьюксбери и проиграли. Мать и жена принца были захвачены Йорками, а сам он погиб в бою или был убит сразу после него.
Хотя обстоятельства смерти Эдуарда достоверно неизвестны, он считается единственным принцем Уэльским, павшим в бою. Смерть Эдуарда решила судьбу его отца, убитого в Тауэре 21 мая 1471 года, и положила конец притязаниям основной линии Ланкастеров на английский трон. Вдова принца спустя год вышла замуж за младшего из братьев короля Эдуарда IV, Ричарда, герцога Глостерского, и в 1483 году вместе с ним взошла на английский трон.

## Биография

### Происхождение и ранние годы
Эдуард появился на свет 13 октября 1453 года в Вестминстерском дворце и был единственным ребёнком короля Англии Генриха VI и Маргариты Анжуйской. По отцу принц был внуком английского короля Генриха V и французской принцессы Екатерины Валуа, по матери — герцога Анжуйского и титулярного короля Неаполя Рене Доброго и герцогини лотарингской Изабеллы. По мужской линии Эдуард принадлежал к Ланкастерской ветви королевской династии Плантагенетов, основателем которой был Эдмунд Горбатый, 1-й граф Ланкастер, второй сын короля Генриха III. В 1361 году титул герцога Ланкастера отошёл по женской линии Джону Гонту, четвёртому сыну короля Эдуарда III, а уже в 1399 году сын Гонта, Генрих IV Болингброк, сместил с престола Ричарда II и стал первым королём из Ланкастерского дома на английском троне.
Эдуард родился спустя восемь лет после заключения брака между его родителями в период политического кризиса, когда его отец страдал психическим расстройством и был неспособен управлять государством. Ввиду болезни Генриха VI многие придворные посчитали, что он не мог зачать ребёнка, а новорождённый принц на самом деле был сыном Эдмунда Бофорта, 2-го герцога Сомерсета, Джеймса Батлера, 5-го графа Ормонда, или другого мужчины, однако никаких доказательств этому представлено не было.
Поскольку рождение принца совпало с днём памяти Эдуарда Исповедника, мальчика было решено назвать в честь этого святого-короля. Эдуард был крещён епископом Винчестера Уильямом Уэйнфлитом, восприемниками при крещении стали кардинал Джон Кемп, герцог Сомерсет и герцогиня Бекингем. Как сообщают современники, в январе 1454 года Эдуарда представили отцу: «принц был привезён в Виндзор герцогом Бекингемом и поднесён к королю для благословения; король же не произнёс ни слова»; вероятно, Генрих VI не осознавал происходящего ввиду своего психического состояния. С рождения Эдуард носил титул герцога Корнуольского, 15 марта 1454 года он получил титулы принца Уэльского и графа Честера, а 9 июня в Виндзорском замке прошёл процедуру инвеституры в качестве принца Уэльского.
В марте 1454 года герцог Йоркский и Маргарита Анжуйская каждый для себя пытались всеми силами добиться права осуществлять королевскую власть во время болезни короля. Хотя лорды в парламенте признали наследником престола и принцем Уэльским именно Эдуарда, 28 марта протектором государства на время болезни короля или до совершеннолетия принца, если король не поправится или умрёт, был назван Ричард Плантагенет; тогда же парламент принял решение ограничить количество слуг маленького принца до 39 человек. К Рождеству 1454 года в состоянии короля наступило улучшение, и Генрих VI снова встретился с сыном: королева Маргарита подвела к мужу мальчика; король спросил, как зовут принца, потому что не знал этого, и когда королева ответила «Эдуард», Генрих VI воздел руки к небу и стал благодарить бога. Однако улучшение продлилось недолго, и вскоре король вновь впал в безумие.

### Война Роз

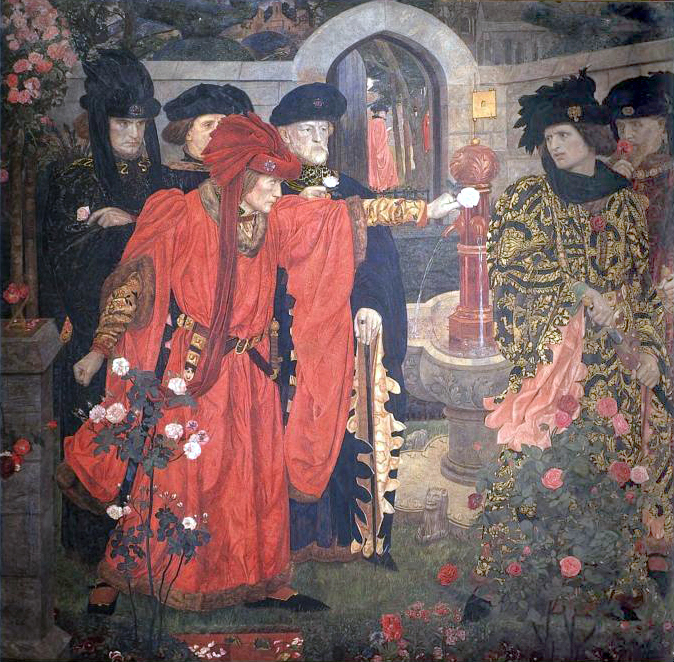
Ричард Плантагенет, 3-й герцог Йоркский, выбирает Белую розу.
«Срывание Алой и Белой роз в саду Темпла». Генри Пейн (художник), ок. 1908

Будучи единственным сыном монарха, Эдуард имел все шансы в будущем благополучно сменить отца на английском троне, однако этому помешала разразившаяся в 1455 году Война Роз. До рождения принца предполагаемым наследником престола Англии был Ричард Плантагенет, 3-й герцог Йоркский, лишившийся своего привилегированного положения из-за появления на свет принца. Претензии на трон герцога, возглавлявшего Йоркскую ветвь династии Плантагенетов, основывались не только на его прямом происхождении по мужской линии от Эдмунда Лэнгли, герцога Йоркского, пятого сына короля Эдуарда III, но и на правах на трон его матери Анны Мортимер, правнучки Лайонела Антверпа, герцога Кларенса, третьего сына Эдуарда III. Герцог Йоркский не собирался отказываться от власти, что заставило мать Эдуарда, Маргариту Анжуйскую, возглавить от имени сына антийоркскую партию и попытаться забрать парламент под свой контроль. Простого решения проблем, возникших из-за неспособности Генриха VI править и нежелания герцога Йоркского отказаться от позиции наследника, а следовательно, и власти, не было, и ситуация близилась к войне и большим политическим потрясениям.
Хотя рождение Эдуарда не принесло ни повышения эффективности и популярности правительства Генриха VI, ни снижения политической напряжённости, права маленького принца продолжали защищаться. 12 ноября 1456 года были приняты меры для того, чтобы двор принца на своё содержание получал 1000 фунтов в год с доходов от его владений, пока ему не исполнится восемь лет; также было принято решение, согласно которому Эдуард должен был проживать с королём до своего четырнадцатилетия. При этом воспитанием мальчика занималась мать, часто увозившая принца в Мидлендс и Чешир. Поскольку Эдуард практически неотлучно находился при матери во время борьбы за власть и для противника был неотделим от Маргариты Анжуйской, в 1459 году вновь распространились политизированные слухи касательно того, действительно ли маленький принц являлся сыном короля; вместе с тем, несмотря на слухи, некоторые лорды высказывали мнение, что король должен отречься от престола в пользу сына.
28 января 1457 года для Эдуарда был назначен совет, целью которого было управление владениями принца, хотя по большей части делами сына по-прежнему занималась королева Маргарита. Осенью 1458 года правительство предприняло неудачную попытку устроить брак принца Уэльского с принцессой из династии Валуа или бургундской принцессой. Благодаря руководству Маргариты и нахождению Эдуарда в Мидлендсе, Ланкастерам в конце 1450-х годов удалось укрепить здесь свою власть, и местные войска были облачены в ливреи принца Уэльского 23 сентября 1459 года во время битвы при Блор-Хиф. В октябре 1459 года Ланкастерам удалось подавить Йорков в несостоявшейся битве на Ладфордском мосту. В ноябре того же года в Ковентри состоялось заседание парламента, осудившее Йорков; Эдуард и его мать также присутствовали на заседании, и лорды объявили своим будущим королём принца Уэльского, несмотря на слухи о том, что Маргарита склоняет мужа к отречению от престола в пользу сына. В начале 1460 года Эдуард формально был назначен в комиссии по защите Уэльса и Чешира.
10 июля 1460 года Йорки выступили против короля в битве при Нортгемптоне, и Генрих VI проиграл и оказался в плену. Ещё до битвы король оставил жену и сына в Ковентри и пожелал, чтобы ни Маргарита, ни Эдуард ни в коем случае не покидали город до того, как получат от Генриха VI сообщение с паролем, известным только им самим. При поддержке матери Эдуард продолжил отстаивать своё право на трон: Маргарита с сыном бежала сначала в Честер, затем в Уэльс, где укрылась в замке Харлех. В пути жену и сына короля ограбили собственные люди, предводителем которых был человек принца и которому королева безоговорочно доверяла. В Харлехе принц и королева узнали о том, что герцог Йоркский заявил о своих претензиях на трон по праву наследования. 25 октября парламент принял Акт согласия, позволивший отцу Эдуарда сохранить корону, но лишивший его самого права наследования, поскольку объявлял наследником короля герцога Йоркского и его потомство; при этом герцог также получал владения принца в Уэльсе, Честере и Корнуолле, доход с которых оценивался в 10 тысяч марок в год. От имени и за подписью Эдуарда его советом в Лондон был отправлен протест, в котором осуждался герцог Йоркский, подтверждались права принца и давалась клятва освободить Генриха VI. Сам Эдуард и его мать тайно покинули замок, чтобы присоединиться к единоутробному брату короля Джасперу Тюдору. В это же время Маргарита, отказавшаяся принять решение парламента, договорилась о встрече в Халле с несколькими своими сторонниками.
Примерно в это же время Маргарита и Эдуард отплыли в Шотландию, где планировали получить помощь. 5 января 1461 года в аббатстве Линкладен, где остановился и провёл 10 или 12 дней Эдуард с матерью, шотландская королева-регент Мария Гелдернская согласилась помочь Ланкастерам в обмен на приграничный город Берик и брачный союз между Эдуардом и сестрой короля Якова III Марией. Из Шотландии Маргарита и Эдуард, в чьи цвета (малиновые и чёрные полосы со страусовыми перьями) была облачена армия, начали победоносное наступление на Лондон: 30 декабря 1460 года в битве при Уэйкфилде им удалось рассеять армию Йорка и уничтожить самого герцога и одного из его сыновей, а уже 17 февраля 1461 года армия Ланкастера выиграла вторую битву при Сент-Олбансе, разбив армию противника, возглавлял которую Ричард Невилл, 16-й граф Уорик. Король Генрих VI, воссоединившийся с семьёй прямо на поле боя, посвятил сына в рыцари, а тот в свою очередь посвятил в рыцари нескольких человек, в том числе — Эндрю Троллопа — «бесценного стратега» Маргариты Анжуйской. На следующий день семилетний принц вершил суд над поверженными врагами, в число которых вошли Томас Кайриэлл и Уильям Бонвилл, 1-й барон Бонвилл, казнённые по приказу королевы. Некоторые историки сообщают, что приказ о казни Кайриэлла был отдан лично принцем Уэльским: по некоторым данным, Маргарита спросила принца, как следует казнить сэра Томаса и его сына, и Эдуард предложил обезглавливание; при этом часть источников умалчивают о судьбе Кайриэлла-младшего, сообщая, что отец его умер на поле боя, а решение о казни было вынесено принцем Эдуардом в отношении Уильяма Бонвилла.

#### Падение Ланкастеров
Одержав две победы подряд, армия Ланкастеров, вместо того, чтобы войти в Лондон, отправилась на север. В это же время столицу Англии занял Эдуард Йоркский, граф Марч, старший сын покойного герцога Йоркского, который 4 марта был объявлен королём под именем Эдуард IV. 29 марта он разбил ланкастерскую армию в битве при Таутоне, завоевав трон и вынудив принца Эдуарда, его мать и отца вновь бежать в Шотландию через Ньюкасл и Берик. 28 июня 1461 года Эдуард Йоркский короновался в Вестминстерском аббатстве; в ноябре или 16 декабря 1461 года на первом же заседании парламента при новом короле бывшая королевская семья была лишена прав. Почти год бывший король провёл в Керкубри, в то время как Эдуард с матерью находился в Эдинбурге, где Маргарита разработала план одновременного вторжения в Англию трёх групп войск с последующим объединением, однако план так и не был осуществлён.
В течение следующих десяти лет Эдуард рос в изгнании с матерью. Маргарита неустанно стремилась заключить союз с Шотландией и Францией, чтобы восстановить мужа на троне и обеспечить сына наследством. 26 июня 1462 года мать Эдуарда подписала обязательство, согласно которому она передавала французам Кале, а взамен получала от французского короля помощь в борьбе с Эдуардом IV. Людовик дал Маргарите флот, с которым она вместе с принцем Эдуардом отплыла из Нормандии и высадилась в Шотландии в октябре. Ланкастерам удалось отбить замки Бамборо и Данстанборо в Нортамберленде. Когда к замкам приблизилась йоркская армия, принц и его мать сбежали на корабле, но потерпели кораблекрушение в районе Берика и в течение нескольких недель были вынуждены бродить вдоль побережья; в конечном счёте, оба они были схвачены разбойниками и сбежали только с помощью одного из похитителей. Бывшая королева и принц были переправлены в Уэльс, где скрывался низложенный король; по сообщениям хронистов, в этот период Ланкастеры испытывали такие трудности, что по пять дней подряд не видели никакой другой еды, кроме сельди.
В конце 1462 года в положении Ланкастеров наступило некоторое улучшение, поскольку Эдуард и его мать покидали Англию, отплыв из Бамборо, который, судя по всему, вновь оказался в руках сторонников Генриха VI. Принц и его мать высадились в Слёйсе, где их встретил граф Карл; он сопроводил гостей в Брюгге (по другим данным в Лилль) к своему отцу герцогу Бургундскому, который предоставил средства для переправки Эдуарда и его матери к отцу Маргариты Рене Доброму в Лотарингию и снабдил их деньгами. Во время изгнания Эдуард страдал детскими болезнями, лечением которых занимались врачи Рене Доброго. После нескольких лет пребывания при анжуйском дворе Эдуард и Маргарита отплыли во Францию в надежде снова заручиться поддержкой французского короля, в то время как отец принца был пленён Эдуардом IV и заточён в Тауэр.
В августе 1463 года Маргарита и Эдуард отправились во Фландрию, чтобы предотвратить сближение Франции и Бургундии с Эдуардом IV. С сентября 1463 по 1470 год Эдуард с матерью пребывал в замке Кёр близ Сан Мишель-де-Барруа во Франции, принадлежавшем отцу Маргариты; здесь Ланкастеры организовали небольшой двор, куда стекались изгнанники из Англии. Вместе с изгнанниками бывшая королева и её сын искали влиятельных сторонников среди своей родни, а Эдуард лично рассылал письма с призывами о помощи. Так, принц и его мать получили сообщение от графа Ормонда, что король Португалии всецело на стороне Ланкастеров, однако сама Маргарита не предприняла никаких попыток сблизиться с Афонсу V. Маргарита также рассчитывала заключить для сына выгодный брак, рассматривая в качестве невесты в январе 1468 года даже одну из дочерей французского короля, что немало взволновало английский двор. В 1470 году Эдуард стал крёстным отцом сына Людовика XI Карла.

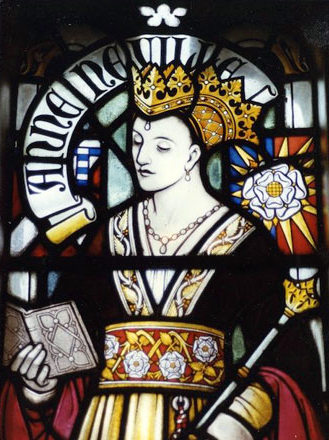
Анна Невилл, жена Эдуарда.
Фрагмент витража Кардиффского замка

В Кёре Эдуард находился под опекой Джона Фортескью, благодаря которому принц вырос умным молодым человеком, однако из-за влияния матери Эдуард имел весьма воинственный нрав. Современники описывали принца как очень энергичного мальчика. В письме миланского посла во Франции к герцогу Миланскому в 1467 году тринадцатилетний принц описан как ребёнок, не говорящий «ни о чём, кроме отрезания голов и войны, словно у него есть всё, что нужно, или он бог войны, или мирно занимает [английский] трон». Сам Фортескью описывал, как яростно принц Эдуард желал военных подвигов: «как только стал взрослым, он полностью отдался военным упражнениям; и, сидя на ожесточённых и наполовину приручённых конях, которых укрощал своими шпорами, он часто с наслаждением нападал и сражался с молодыми товарищами, посещающими его». Контраст с мирным нравом Генриха VI не мог быть более заметным, и наставники Эдуарда считали, что, если он вернётся в Англию, его правление будет более эффективным, чем отцовское. Возможно, свою книгу советов «Об активной политике принца» Джордж Эшби, бывший секретарь Генриха VI и Маргариты, адресовал именно Эдуарду.
В 1470 году при посредничестве французского короля Людовика XI мать Эдуарда заключила союз с «делателем королей» Ричардом Невиллом, 16-м графом Уориком, переметнувшимся на сторону Ланкастеров. 15 или 25 июля 1470 года бывшие враги встретились в Анжере и во время переговоров пришли к соглашению, согласно которому принц Эдуард женится на младшей дочери Уорика Анне; в свою очередь, граф поможет Ланкастерам вернуть власть в Англии. Обручение состоялось также в Анжере в июле 1470 года; Анна была помещена под опеку Маргариты до дня свадьбы, которая состоялась предположительно 13 декабря 1470 года в замке Амбуаз. Уорик отплыл в Англию вскоре после обручения дочери, по приказу Маргариты не дожидаясь свадьбы. Маргарита отказалась отпустить сына в Англию с Уориком, потребовав, чтобы граф самостоятельно отвоевал трон; это решение матери Эдуарда ослабило силы Уорика и стоило жизненно важной поддержки Ланкастерам. Согласно плану Маргариты, когда Генриху VI был бы возвращён трон, Эдуард должен был стать регентом при недееспособном отце.

### Смерть
В 1470 году Уорику удалось восстановить на троне отца Эдуарда, а сам принц с матерью и женой готовился вернуться в Англию. Однако их отбытие было отложено до марта 1471 года из-за штормов, штормы же задержали их в море: из Онфлёра Ланкастеры отплыли 24 марта и достигли английского побережья всего за двенадцать часов, но затем встречные ветра не давали им высадиться в течение семнадцати дней и ночей, и в Уэймут Ланкастеры прибыли только поздно вечером 14 апреля 1471 года. Эдуард IV, бежавший во Фландрию годом ранее, опередил Ланкастеров с высадкой на три недели. В день их высадки в Уэймуте (по другим данным, на следующий день) Ланкастеры узнали о поражении и гибели «делателя королей» в битве при Барнете. 15 апреля Ланкастеры прибыли в Кернское аббатство, где их приветствовал герцог Сомерсет, посоветовавший матери Эдуарда, ввиду гибели Уорика, положиться на лояльность западных графств, которые, по словам Сомерсета, были готовы подняться на защиту принца и королевы в любой момент. Маргарита отдала приказ о всеобщем сборе, и войска во главе с принцем Эдуардом прошли маршем через Эксетер и Бристоль, и 3 мая вечером достигли Тьюксбери. Эдуард IV шёл к ним навстречу, но не был уверен, намеревались ли они отправиться в Лондон или к северной границе Уэльса; Ланкастеры смогли обмануть короля-Йорка в своих передвижениях, когда отправились к Глостеру, где, однако, им было отказано во въезде бароном Бошаном. Ланкастеры разбили лагерь перед городом Тьюксбери в весьма выгодной позиции: лагерь оказался защищён «грязными переулками, глубокими дамбами и множеством изгородей». Эдуард IV в это же время достиг Чилтенхэма и на следующий день построил свои войска у Тьюксбери для сражения. Армию Ланкастеров возглавила мать семнадцатилетнего принца, Маргарита Анжуйская, при поддержке Эдмунда Бофорта, 4-го герцога Сомерсета, но так же, как и Уорик, потерпела поражение.
Когда начался бой, герцог Сомерсет вывел своих людей с безопасных позиций и выстроил на холме перед авангардом короля Эдуарда. Войска Ланкастеров отвлеклись на армию короля-Йорка впереди и не заметили, когда их с флангов атаковал отряд из двухсот копейщиков Эдуарда IV, отправленных им вперёд остальных войск на случай засады в лесу. Люди Сомерсета оказались сбиты с толку, и очень скоро остальные ланкастерские силы были разбиты и обращены в бегство. Принц Эдуард номинально был назначен командующим центральной части войск; в советники ему были даны сэр Джон Лэнгстротер, приор госпитальеров в Англии, и барон Венлок. Когда Сомерсет покинул свои позиции для атаки на авангард Эдуарда IV, он рассчитывал на поддержку Венлока, однако тот не двинулся с места и просто смотрел за сражением, пока Сомерсет, вернувшись, не назвал его предателем и «не вышиб ему мозги» боевым топором. Второй советник принца Эдуарда, сэр Джон Лэнгстротер, бежал с поля боя и укрылся в аббатстве. Сам Эдуард погиб в сражении или был убит сразу после него. Тело принца было погребено с почестями в аббатстве Тьюксбери, где победившие Йорки предали смерти многих сторонников Ланкастера. Мать принца была арестована и провела в заключении несколько лет, пока в 1475 или 1476 году её не выкупил французский король Людовик XI. Вдова Эдуарда, Анна Невилл, была захвачена после битвы, в 1472 году вышла замуж за младшего брата короля Эдуарда IV Ричарда, герцога Глостера и вместе с ним взошла на английский трон в 1483 году.
Помимо версии о гибели Эдуарда в бою, существует также версия о его убийстве Йорками уже после сражения. Кто нанёс принцу смертельный удар достоверно неизвестно. Джеймс Пентон пишет, что были сообщения о захвате Эдуарда Ричардом Глостером и убийстве принца герцогом за оскорбление его брата-короля. Профессор Ральф Алан Гриффитс, автор статьи об Эдуарде в «Оксфордском биографическом словаре», пишет, что принца могли убить во время бегства с поля боя; он предполагает, что Эдуард мог обратиться за помощью к герцогу Кларенсу, поскольку тот должен был сражаться на стороне Ланкастеров вместе с Уориком, но переметнулся обратно к брату-королю. Гриффитс также сообщает, что версию о захвате Эдуарда, его вызывающем поведении перед королём и последующем убийстве принца йоркистами впервые описали континентальные писатели, а уже затем тюдоровские авторы и, в конце концов, популяризировал Шекспир. Джеймс Гейрднер, автор статьи об Эдуарде в «Национальном биографическом словаре», приводит две версии о смерти принца. Согласно первой, когда стало ясно, что бой проигран, Эдуард бежал в город, по пути обратившись за помощью к своему зятю герцогу Кларенсу (Эдуард и Джордж были женаты на родных сёстрах), но был убит. Согласно другой, более поздние источники сообщали, что принц был пленён рыцарем по имени Ричард Крофтс и передан им королю Эдуарду IV за обещанное вознаграждение в размере 100 фунтов в год; король якобы поклялся сохранить принцу жизнь, но клятва была нарушена если не самим Эдуардом IV, то его спутниками: когда принц предстал перед королём, Эдуард IV спросил, как посмел принц явиться в страну с боевым знаменем, на что принц ответил: «Чтобы вернуть царство моих отцов»; далее принц якобы оттолкнул короля или даже ударил его рукой в перчатке, после чего и был убит герцогами Глостером и Кларенсом, маркизом Дорсетом и бароном Гастингсом.

Смерть Эдуарда Вестминстерского в представлении художников Георгианской эпохи.
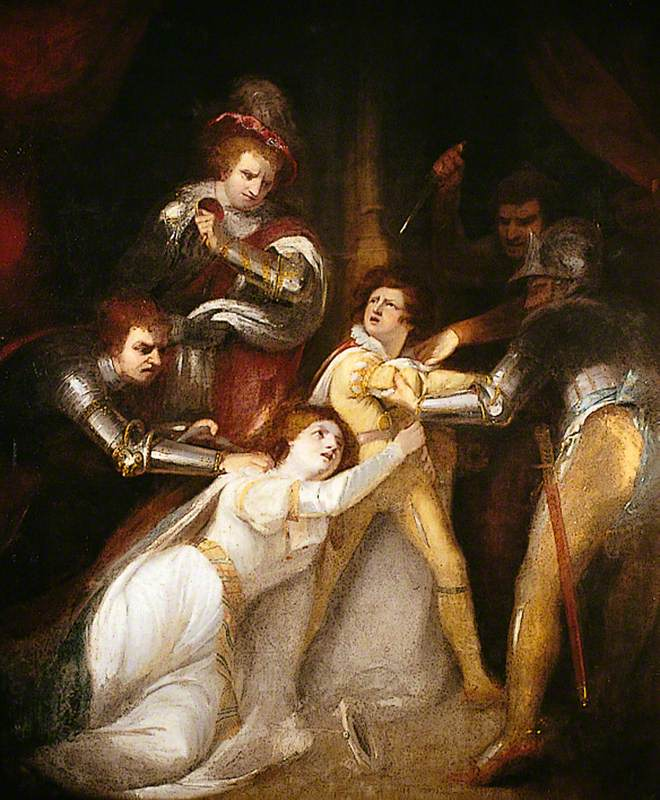
«Убийство Эдуарда, принца Уэльского, в Тьюксбери». Джеймс Норткот, конец XVII — начало XVIII века
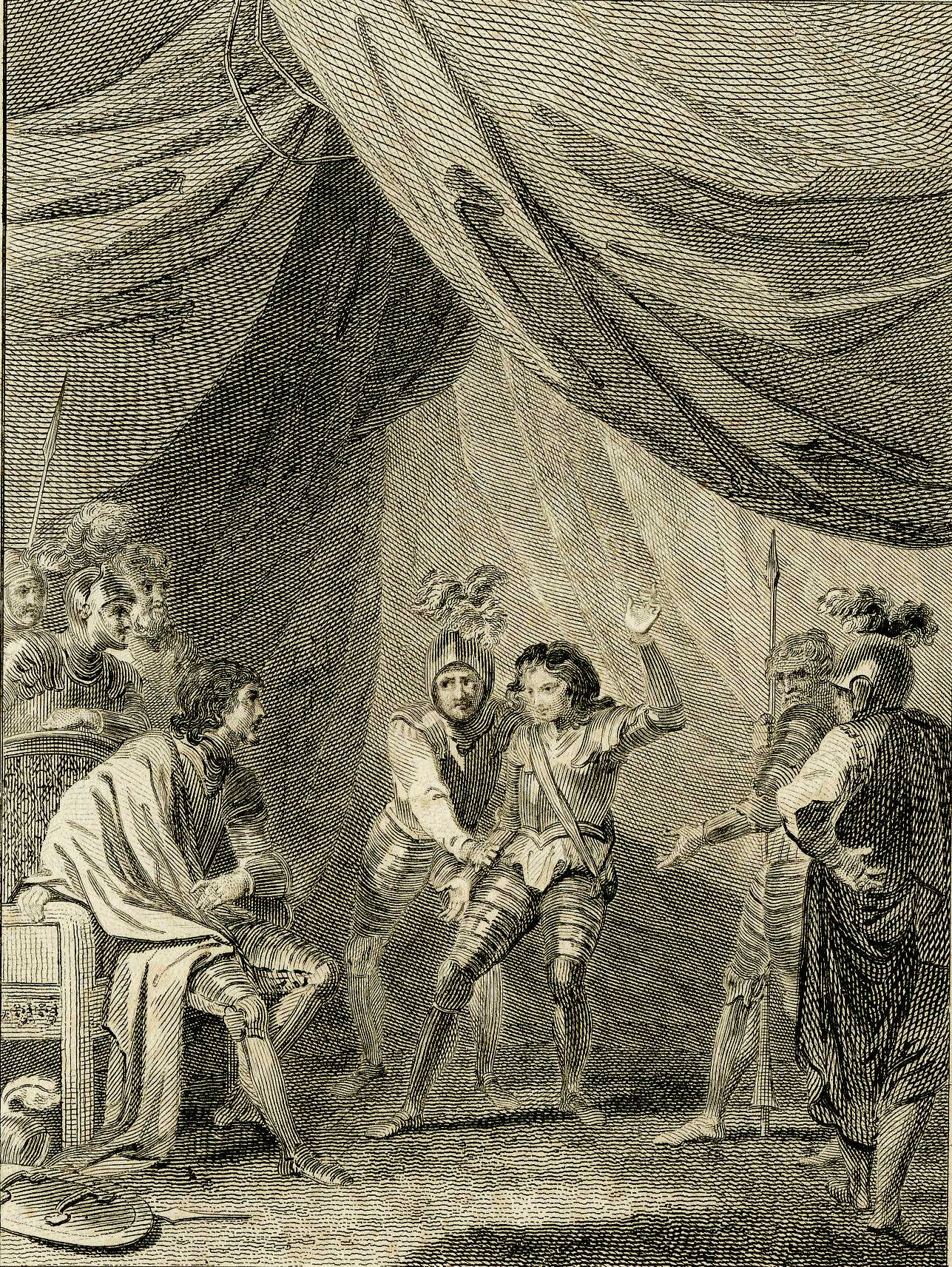
«Принц Уэльский предстаёт перед Эдуардом IV после битвы при Тьюксбери». Гравюра Энкер Смит с работы Роберта Смёрка, 1811 год
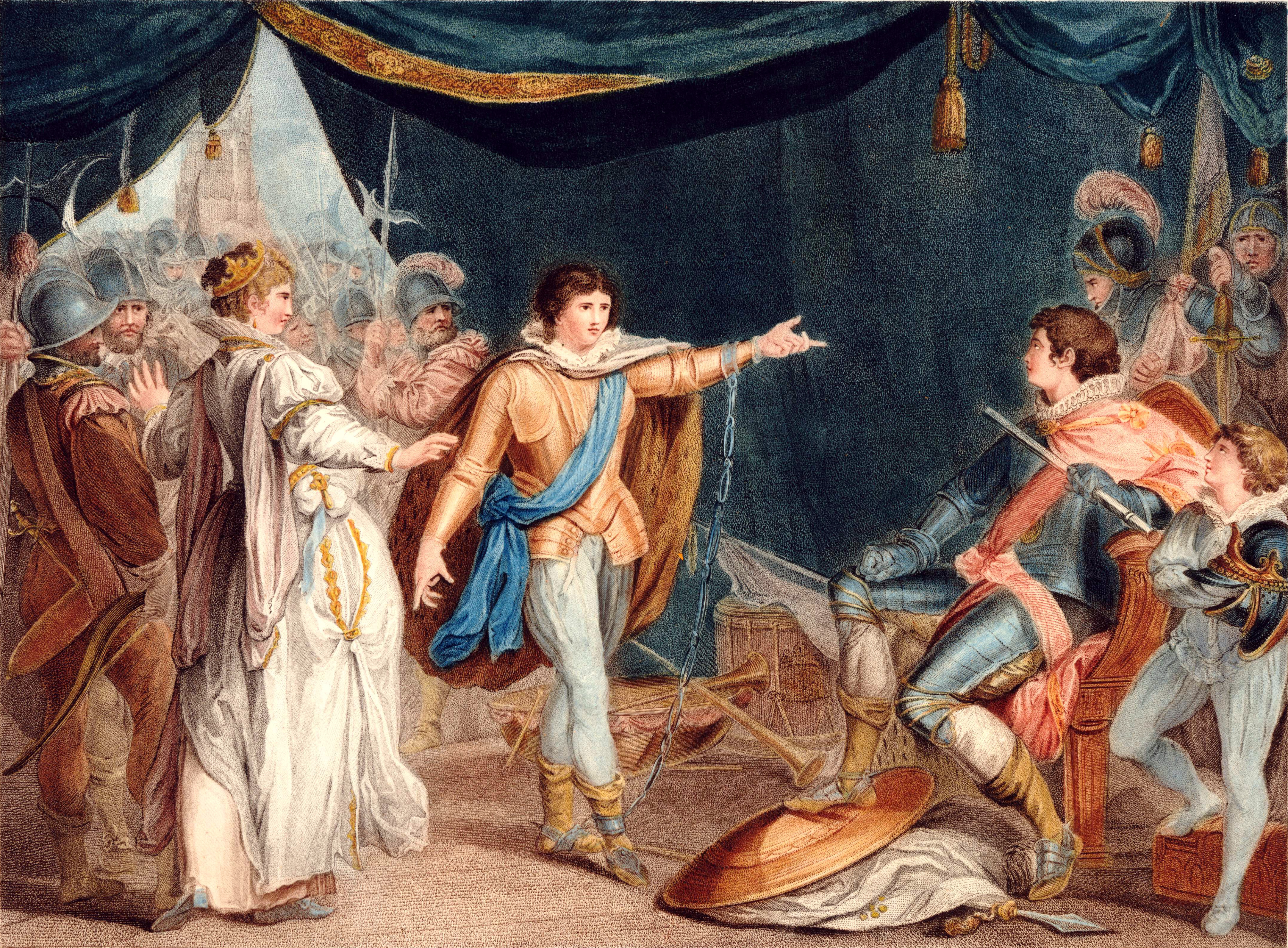
Джованни Батиста Чиприани, 1785—1800 годы

Хотя обстоятельства смерти Эдуарда достоверно неизвестны, он считается единственным принцем Уэльским, павшим в бою. Смерть Эдуарда решила судьбу его отца, убитого в Тауэре 21 мая 1471 года, и положила конец притязаниям основной линии Ланкастеров на английский трон; она также ознаменовала утверждение на троне Йоркской династии, правление которой продлилось вплоть до 1485 года, когда Генри Тюдор разбил в битве при Босворте йоркистского короля Ричарда III.
Элисон Уэйр пишет, что Эдуард был посвящён в рыцари ордена Подвязки, однако дату посвящения не называет.

## В культуре
Эдуард является одним из эпизодических персонажей 3-й части хроники Шекспира «Генрих VI». В другом произведении, хронике «Ричард III», Шекспир делает убийцей принца Ричарда Глостера, а самого принца называет «цветом рыцарства»; сам Ричард подтверждает свою вину в убийстве Эдуарда, когда соблазняет вдову принца Анну:

| Нет, каково! Пред ней явился я, Убийца мужа и убийца свёкра; Текли потоком ненависть из сердца, Из уст проклятья, слёзы из очей, И тут, в гробу, кровавая улика; Против меня — бог, совесть, этот труп, Со мною — ни ходатая, ни друга, Один лишь дьявол разве да притворство; И вопреки всему — она моя! | Как! Неужели ею позабыт Её супруг, славнейший принц Эдуард, Кого, — тому три месяца всего лишь, При Тьюксбери в сердцах я заколол? Природа на него не поскупилась: Второго рыцаря, чтоб был, как он, Юн, мудр, отважен, и хорош собой, И царственен — не сыщешь в целом свете. |

Эдуард упоминается в романе Филиппы Грегори «Белая королева». Кроме того, он является эпизодическим персонажем романа Грегори «Хозяйка дома Риверсов», в котором мать принца является второстепенным персонажем, и второстепенным персонажем романа Грегори «Дочь кардинала», рассказывающем о жизни жены принца Анны Невилл. В «Дочери кардинала» Эдуард описывается женой как жестокий принц, похожий на мать и чрезвычайно к ней привязанный: «Он унаследовал черты матери: светлые, почти медного оттенка волосы, её круглое лицо и маленький рот с вечно недовольно поджатыми губами. Он грациозен и силён и был взращён для того, чтобы скакать верхом и сражаться. Говорят, что он хорош в бою, поэтому я знаю, что он смел. Он был в битвах с раннего детства, и там его сердце могло ожесточиться, поэтому едва ли стоило ожидать от него нежности к девушке, особенно к дочери его бывшего врага. Ходили слухи, что в возрасте семи лет он велел отрубить головы йоркским рыцарям, защищавшим его отца, хотя они доблестно защищали спящего короля во время битвы, и пока никто не отрицал их правдивости… Его лицо всегда насторожено, а глаза полуприкрыты и не видны из-за ресниц. Он почти не смотрит на меня, всё время отводя взгляд в сторону. Когда к нему кто-то обращается, он никогда не смотрит в глаза собеседнику, словно не доверяет себе, а опускает взгляд книзу. Только на свою мать он смотрит, и только она может заставить его улыбнуться. Словно в целом мире он доверяет только ей одной». При этом, по словам Ричарда Глостера, Эдуард пал в бою «смертью солдата, почётной смертью». В экранизации романов Грегори «Белая королева» роль принца Эдуарда исполнил Джои Бэти.

## Герб

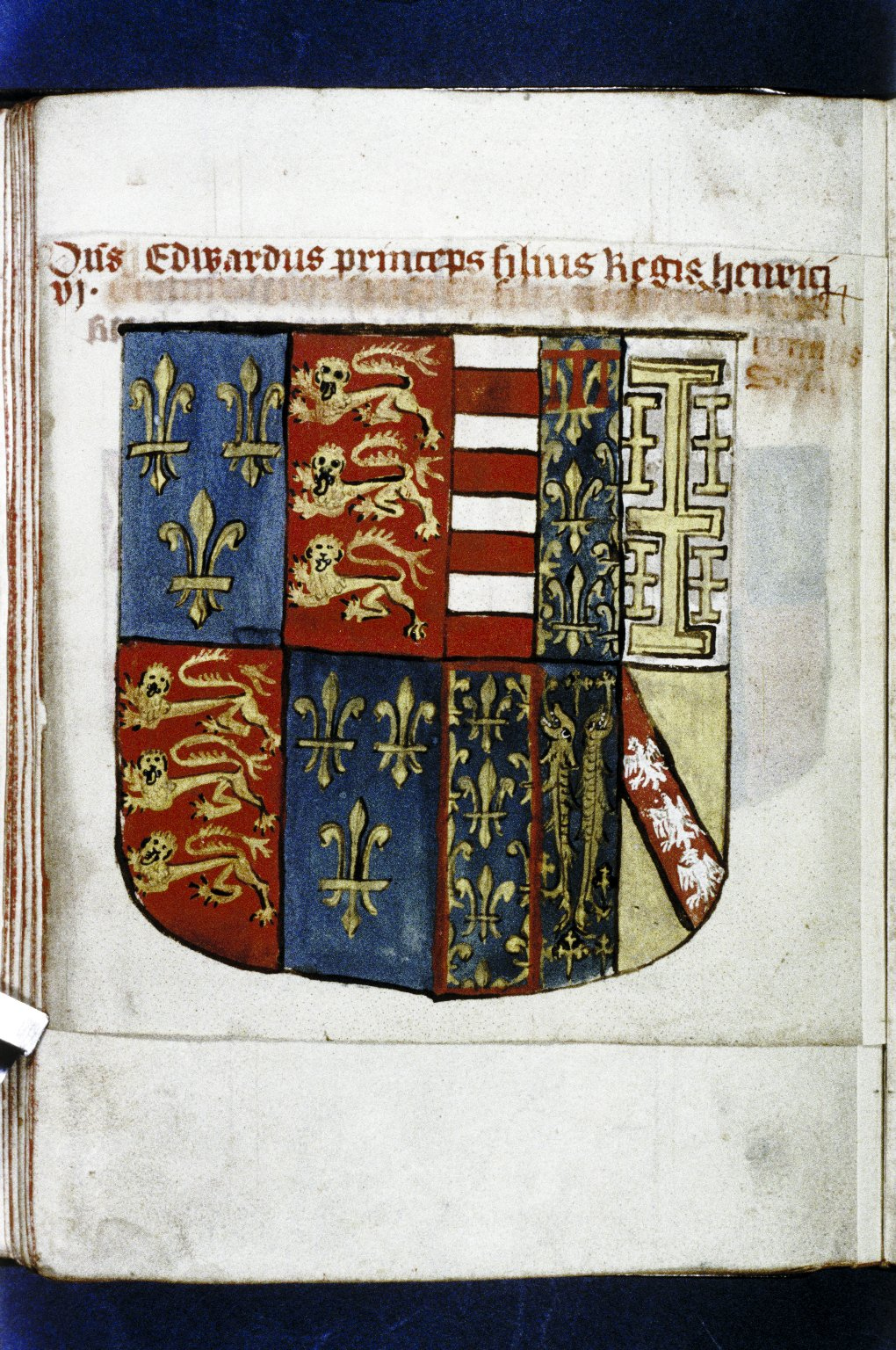

Согласно изображению в «Книге основателей и благотворителей аббатства Тьюксбери» (ок. 1525), герб Эдуарда, принца Уэльского, состоял из английского королевского герба и герба его деда по матери, герцога Анжуйского.
Щит разделён надвое. Справа — английский королевский герб Плантагенетов: щит рассечён и пересечён; в 1-й и 4-й частях в лазоревом поле три золотых лилии [французский королевский герб], во 2-й и 3-й частях в червлёном поле три золотых вооружённых лазурью леопарда (идущих льва настороже), один над другим [Англия].
Слева — герб Рене Доброго: щит дважды рассечён и пересечён; в 1-й части «полосы Арпадов» — червлёные и серебряные полосы [Венгрия]; во 2-й части лазоревое поле, усеянное французскими лилиями, и обременённое червлёным титлом [Неаполитанское королевство]; в 3-й части в серебряном поле пять золотых крестов [Иерусалим]; в 4-й части лазоревое поле, усеянное французскими лилиями, окантованное червлёной каймой [Анжу-Валуа]; в 5-й части в лазоревом поле, усеянном золотыми остроконечными крестами, две золотых рыбы [герцогство Бар]; в 6-й части в золотом поле правая червлёная перевязь с тремя серебряными алерионами [Лотарингия].